# Bolzano–Weierstrass-tétel
A Bolzano–Weierstrass-tétel a matematika analízis nevű ágának egyik fontos, és a topológiában messzemenőkig általánosítható tétele. Alapesetben valós számsorozatokról szól: azt mondja ki, hogy végtelen korlátos sorozatból mindig kiválasztható konvergens részsorozat. Ebben a formában néha Bolzano–Weierstrass-féle kiválasztási tételnek is nevezik. A tétel azért jelentős, mert motiváló szerepe van a Hausdorff-féle topologikus tér kompakt halmazainak sorozatok segítségével történő jellemzésében.

## A tétel állítása
Minden végtelen korlátos, valós számsorozatnak van konvergens részsorozata.

## Bizonyítás

### Intervallumfelezéssel
Legyen (an) korlátos számsorozat, ekkor (an) lefedhető valamely [α,β] korlátos és zárt intervallummal. Intervallumfelezéses eljárással rekurzív módon definiálni fogunk egymásba skatulyázott, nullához tartó hosszúságú intervallumok ({\displaystyle I}k) sorozatát a következőképpen.
- {\displaystyle I_{0}:=[\alpha _{0},\beta _{0}]:=[\alpha ,\beta ]}
- Ha k természetes szám, és {\displaystyle I_{k}=[\alpha _{k},\beta _{k}]} már definiálva van, akkor osszuk két egyenlő hosszúságú részre: {\displaystyle I_{k}=[\alpha _{k},c_{k}]\cup [c_{k},\beta _{k}]}. Valamelyikben a sorozatnak bizonyosan végtelen sok különböző indexű tagja van (ellenkező esetben ugyanis nem beszélhetnénk végtelen sorozatról). Természetesen előfordulhat, hogy mindkettőbe végtelen sok tag esik. A meghatározottság kedvéért legyen {\displaystyle I_{k+1}} a két fél közül az az intervallum, melyben végtelen sok különböző indexű tag esik és ezek közül a „jobb oldali” félintervallum. (Ezzel azt értük el, hogy az intervallumsorozat minden tagjában lesz sorozatbeli elem.)

A Cantor-axióma (vagy Cantor-féle közöspont tétel) szerint, mely az egymásba skatulyázott intervallumokról szól az ({\displaystyle I_{k}}) intervallumsorozatnak létezik egyetlen közös pontja, legyen ez c.
Megállapíthatjuk, hogy minden k természetes számra végtelen sok olyan i index (természetes szám) van, hogy {\displaystyle a_{i}\in I_{k}}, tehát minden k természetes számra igaz, hogy
{\displaystyle H_{k}=\{i\in \mathbb {N} \mid a_{i}\in I_{k}\}\neq \emptyset }.
Megjegyezzük, hogy a természetes számok jólrendezési tulajdonsága miatt ezeknek a nemüres halmazoknak van minimális elemük. Ezekből a halmazokból kell kiválasztanunk egy (ik) indexsorozatot (tehát egy szigorúan monoton növekvő sorozatot). Ezt szintén rekurzióval tesszük.
- {\displaystyle i_{0}:=\mathop {\mathrm {min} } H_{0}}
- Ha már {\displaystyle i_{k}} definiálva van minden k-nál nem nagyobb természetes számra, akkor legyen {\displaystyle i_{k+1}} az a szám, amelyik nagyobb az eddig definiált véges sok elemtől és a legkisebb ilyen elem {\displaystyle H_{k+1}}-ben.

Ekkor az
{\displaystyle (a_{i_{k}})}
sorozat c-hez konvergál. ■
Vegyük észre, hogy bár kiválasztásról van szó, mégsem kellett használnunk a kiválasztási axiómát, hiszen a természetes számokat a szokásos rendezés jólrendezi, így mindig konstruktívan (egyértelműen megnevezve) tudtunk kijelölni egy elemet a nemüres részhalmazaiból.

### Csúcselemmel
Belátjuk, hogy minden valós sorozatból kiválasztható monoton részsorozat.
Ehhez először vezessük be a csúcselem fogalmát. {\displaystyle a_{k}}-t csúcselemnek nevezzük, ha minden {\displaystyle n\geq k} esetén {\displaystyle a_{n}\leq a_{k}}. (Vagyis azokat az elemeket nevezzük így, amelyeknél a nagyobb indexű elemek között nincs nagyobb.)
Ekkor két eset lehetséges:
1. Végtelen sok csúcselem van a sorozatban. Ha {\displaystyle n_{1}<n_{2}<n_{3}<\ldots } indexek, melyekre {\displaystyle a_{n_{1}},a_{n_{2}},a_{n_{3}},\ldots } csúcselemek, akkor ez utóbbi sorozat nyilvánvalóan monoton csökkenő.
2. Véges sok csúcselem van a sorozatban. Vagyis létezik {\displaystyle n_{0}}, hogy minden {\displaystyle n>n_{0}} esetén {\displaystyle a_{n}} nem csúcselem.

- De {\displaystyle a_{n_{0}}} nem csúcselem, vagyis létezik {\displaystyle n_{1}>n_{0}}, hogy {\displaystyle a_{n_{1}}>a_{n_{0}}}.
- De {\displaystyle a_{n_{1}}} nem csúcselem, vagyis létezik {\displaystyle n_{2}>n_{1}}, hogy {\displaystyle a_{n_{2}}>a_{n_{1}}} stb.

Ekkor viszont {\displaystyle a_{n_{1}},a_{n_{2}},a_{n_{3}},\ldots } nyilván szigorúan monoton növő sorozat.
Vagyis minden sorozatnak van monoton részsorozata. De a mi sorozatunk egyben korlátos is, márpedig korlátos monoton sorozat konvergens.

### Borel–Lebesgue-tétellel
Azt fogjuk belátni, hogy a sorozatnak van sűrűsödési pontja, azaz olyan pont, melynek minden nyílt környezetében van végtelen sok sorozatbeli elem. Ekkor ugyanis már kiválasztható az {\displaystyle u} sűrűsödési helyhez konvergáló részsorozat: {\displaystyle \forall n:b_{n}=\mathop {\mathrm {min} } \{i>n:|a_{i}-u|<\delta _{n}\}}, ahol δ{\displaystyle _{n}} egy szigorúan monoton csökkenő nullsorozat.
Legyen {\displaystyle [a,b]} olyan korlátos és zárt intervallum, mely lefedi a sorozatot. Tegyük fel indirekt módon, hogy {\displaystyle a_{n}}-nek nincs sűrűsödési helye. Ekkor minden {\displaystyle x\in [a,b]}-nek létezik olyan nyílt környezete, melyben csak véges sok sorozatbeli elem van. Az {\displaystyle [a,b]} intervallum ezen halmazokból álló nyílt lefedéséből kiválasztható véges sok, mely még mindig lefedés, éspedig a Borel–Lebesgue-tétel miatt. Tehát a sorozatnak összesen véges sok szor véges sok, azaz véges sok eleme eshet {\displaystyle [a,b]}-be, ami ellentmond annak, hogy a sorozatnak végtelen sok tagja van és ez mind {\displaystyle [a,b]}-ben van.

## Következmény
Az előbbi tétel múlhatatlan fontosságú következménye, hogy egy {\displaystyle \mathbb {R} }-beli halmaz pontosan akkor korlátos és zárt, ha kompakt. Itt egészen pontosan sorozatkompaktságról van szó, azaz arról, amikor egy tetszőleges {\displaystyle H\subseteq \mathbb {R} } halmazra teljesül, hogy minden H-beli értékeket felvevő sorozatnak van H-beli határértékű konvergens részsorozata. Az alábbi tételt néha szintén Bolzano–Weierstrass-tételnek nevezik (csak ekkor nem mondják oda a „kiválasztási” jelzőt).
Tétel – Egy {\displaystyle H\subseteq \mathbb {R} } halmaz akkor és csak akkor korlátos és zárt, ha sorozatkompakt.
Bizonyítás. Először tegyük fel, hogy H korlátos és zárt. Ekkor a Bolzano–Weierstrass-féle kiválasztási tételből következik, hogy minden H-ban haladó sorozatnak – minthogy ezeket lefedi a korlátos H – létezik konvergens részsorozata. H zártságából pedig az következik, hogy minden H-beli értékeket felvevő konvergens sorozat határértéke szintén H-beli, amivel az állítás első fele bebizonyosodott.
Másrészt legyen H sorozatkompakt. Ha nem lenne korlátos, akkor tetszőleges n természetes számra
{\displaystyle H_{n}:=\{x\in H\mid |x|>n\}\neq \emptyset }
lenne, és így a kiválasztási axióma segítségével definiálhatunk egy {\displaystyle (s_{n})} sorozatot, melynek elemei rendre {\displaystyle H_{n}}-beliek. Ekkor minden n természetes számra {\displaystyle s_{n}>n}, és így tetszőleges {\displaystyle (k_{n})} indexsorozatra (szig. mon. növekvő) {\displaystyle |s(k_{n})|>k_{n}>n}, ami azt jelenti, hogy {\displaystyle (s_{n})}-nek nincs konvergens részsorozata.
A zártsághoz tekintsük H lezártjának egy h elemét. Ekkor létezik h határértékkel H-beli elemekből konvergens sorozat, melyből a sorozatkompaktság miatt szükségképpen h ∈ H következik. ■
A tétel párja a Borel–Lebesgue-féle lefedési tétel, mely szerint korlátos és zárt {\displaystyle \mathbb {R} }-beli halmaz minden nyílt lefedéséből kiválasztható véges részlefedés (korlátos és zárt {\displaystyle \mathbb {R} }-beli halmaz kompakt).
Megjegyezzük, hogy a tételek {\displaystyle \mathbb {R} ^{n}}-ben is érvényesek.

## Története
A tétel Bernard Bolzanóról és Karl Weierstrassról kapta a nevét. Először Bolzano bizonyította, de bizonyítása elveszett. Weierstrass újra bebizonyította, és az analízis egyik meghatározó tétele lett. Ezt követően kiderült, hogy korábban már Bolzano belátta az állítást, ezért kapta jelenlegi nevét a tétel.